# Qilin (köping i Kina, Shandong)
Qilin (kinesiska: 麒麟镇, 麒麟) är en köping i Kina. Den ligger i provinsen Shandong, i den östra delen av landet, omkring 160 kilometer sydväst om provinshuvudstaden Jinan. Antalet invånare är 56147. Befolkningen består av 28 560 kvinnor och 27 587 män. Barn under 15 år utgör 22,0 %, vuxna 15-64 år 66 %, och äldre över 65 år 11,0 %.
Genomsnittlig årsnederbörd är 685 millimeter. Den regnigaste månaden är juli, med i genomsnitt 197 mm nederbörd, och den torraste är januari, med 3 mm nederbörd.